# Yoshida Brothers II
Pour les articles homonymes, voir Yoshida.
Yoshida Brothers II est le second album disponible à l'export des Yoshida Brothers.

## Titres
1. "Frontier"
2. "Gales of Wind"
3. "Mirage"
4. "Lullaby of Takeda"
5. "Kodo"
6. "Indigo'"
7. "Kagero"
8. "Evening Calm"
9. "Nikata"
10. "Old/New "Modern" Third Movement"
11. "Arigato"
12. "Kodo (Inside the Sun Remix)"